# Полет 3505 на „Кънейдиън Пасифик Еър Лайнс“
Полет 3505 на „Кънейдиън Пасифик Еър Лайнс“ е редовен полет за Организацията на обединените нации от международното летище „Ванкувър“ във Ванкувър, Канада, до военновъздушната база „Ханеда“ в Токио, Япония, с междинно спиране в Анкъридж, Аляска, Съединените американски щати, при който четиримоторен бутален самолет „Дъглас DC-4“, регистриран като CF-CPC на „Кънейдиън Пасифик Еър Лайнс“, изчезва на 21 юли 1951 г. Самолетът лети по разписание и е отчетен на кръстовището на нос Спенсър в Британска Колумбия на 90 минути от Анкъридж.
Времето в района в този момент е дъждовно, с условия за заледяване и видимост от 150 м. След като няма сигнал от самолета, е издадено аварийно предупреждение. Военновъздушните сили на Съединените американски щати и Кралските канадски военновъздушни сили извършват обширно търсене, но не успяват да намерят никакви следи от самолета или неговите 37 пътници и екипаж. Търсенето е прекратено на 31 октомври 1951 г. Инцидентът отбеляза първата загуба на самолет по време на корейския „въздушен мост“.
През 1974 г. Службата за гражданска авиация на Обединеното кралство докладва: „Тъй като до момента не са открити никакви следи от самолета или обитателите му, причината за изчезването не е установена“.